# Ocypteromima malaya
Ocypteromima malaya är en tvåvingeart som först beskrevs av Townsend 1926.  Ocypteromima malaya ingår i släktet Ocypteromima och familjen parasitflugor. Inga underarter finns listade i Catalogue of Life.